# New Braintree
New Braintree – miasto w Stanach Zjednoczonych, w stanie Massachusetts, w hrabstwie Worcester.